# شهرستان مستقل کانوی
شهرستان مستقل کانوی (به انگلیسی: Conwy County Borough) یک شهرستان در ولز است. شهرستان مستقل کانوی ۱٬۱۳۰ کیلومتر مربع مساحت دارد.